# سلاشر.كوم (فلم 2016)
سلاشر.كوم (بالانجليزية:Slasher.com) هو فيلم رعب تم انتاجه في الولايات المتحدة و صدر سنة 2016 من بطولة جويل شيبارد وبن كابلان

## القصة
قاتل متسلسل يقوم بالتعرف على ضحاياه عبر مراسلتهم عبر موقع (slasher.com) ثم استدراجهم إلى مكان معين وقتلهم ذات مرة قرر ان يقتل ضحيته في الريف وعندما ذهب هو وهي إلى هناك وجدوا شئ غير متوقع ابدا

## وصلات خارجية
- سلاشر.كوم على موقع IMDb (الإنجليزية)
- سلاشر.كوم على موقع روتن توميتوز (الإنجليزية)
- سلاشر.كوم على موقع قاعدة بيانات الأفلام العربية
- سلاشر.كوم على موقع أول موفي (الإنجليزية)
- سلاشر.كوم على موقع قاعدة بيانات الفيلم (الإنجليزية)
- سلاشر.كوم على موقع ليتربوكسد (الإنجليزية)
- سلاشر.كوم على موقع كينوبويسك (الروسية)

سلاشر.كوم على imdb
سلاشر.كوم على Rotten Tomatos